# Liguriella podophthalma
Liguriella podophthalma är en bläckfiskart som beskrevs av Arturo Issel 1908. Liguriella podophthalma ingår i släktet Liguriella och familjen Cranchiidae. Inga underarter finns listade i Catalogue of Life.